# Sharks Tooth
Sharks Tooth är en bergstopp i Antarktis. Den ligger i Östantarktis. Australien gör anspråk på området. Toppen på Sharks Tooth är 1 935 meter över havet, eller 136 meter över den omgivande terrängen. Bredden vid basen är 11,1 km.
Terrängen runt Sharks Tooth är platt söderut, men norrut är den kuperad. Sharks Tooth är den högsta punkten i trakten. Trakten är obefolkad. Det finns inga samhällen i närheten.